# 信中自敬
信中自敬（しんちゅう じけい）は、南北朝時代の臨済宗の僧。

## 経歴・人物
美濃霊楽山正法寺の嫩桂正栄の室に入り、法を嗣ぐ。延文年間、月心慶円らと共に元へ渡り、帰国後は鎌倉寿福寺、美濃正法寺、紀伊興国寺の住持を歴任する。